# Batalla de Eniwetok
La batalla de Eniwetok fue una batalla de la Guerra del Pacífico (1937-1945) en el marco de la Segunda Guerra Mundial. Ocurrió entre el 17 y el 23 de febrero de 1944 en el atolón de Eniwetok en las Islas Marshall.

## Antecedentes
La invasión de Eniwetok siguió a la batalla de Kwajalein. La captura de Eniwetok proveería un aeródromo y puerto a los americanos para los futuros ataques sobre las Marianas. 
En 1943 los japoneses proveyeron Eniwetok de unas defensas ligeras -ya que creían que los estadounidenses atacarían primero en el suroeste de las Marshall. En enero llegó la 1ª Brigada Anfibia al mando del general de división Yoshimi Nishida junto a la Compañía de Tanques de la Brigada (la compañía poseía 9 tanques ligeros Tipo 95 Ha-Go) al mando del teniente primero Ichikawa. La fuerza al mando del general Nishida comenzó a construir defensas en la isla, pero los continuos ataques aéreos estadounidenses dificultaron la tarea. Además, al ser Eniwetok un atolón de tamaño muy reducido, no era factible una defensa en profundidad: los japoneses tendrían que concentrar la defensa en la línea de la playa.
El vicealmirante Raymond Spruance precedió la invasión con la Operación Hailstone ('granizo' en inglés), un golpe de mano sobre la base japonesa de Truk, en las Islas Carolinas. El ataque destruyó 15 buques de guerra y más de 250 aviones japoneses, dejando Eniwetok sin suministros.

## Batalla
El 17 de febrero de 1944 comenzó el bombardeo naval sobre Eniwetok. El 18 de febrero, a las 8:43, el 22º Regimiento de Marines al mando del coronel John T. Walker desembarcó en la isla de Engebi. La baja resistencia del enemigo permitió a los marines ocupar la isla y declararla segura a las 14:50 horas, aunque las tareas de limpieza continuaron durante el día siguiente. 
Los servicios de inteligencia preveían mayor resistencia en la defensa de Eniwetok, si bien es cierto que se llevó a cabo un importante bombardeo de la isla antes de que los 1.º y 3.º batallones del 106.º Regimiento de infantería desembarcasen en la isla a las 09:16 del 19 de febrero, seguidos del 3/22 a las 14:25. Sin embargo, los japoneses se habían atrincherado y concentrado sus fuerzas en la zona suroeste para poder contraatacar el flanco estadounidense, forzando a los americanos a avanzar durante la noche. La isla no fue declarada segura hasta el 21 de febrero. Durante la conquista de la isla, murieron 37 soldados estadounidenses, con 94 heridos. 
Tras una dura lucha, la isla fue asegurada el 21 de febrero. 37 estadounidenses y más de 800 japoneses murieron. El error no volvió a repetirse en la isla Parry. Los buques USS Tennessee y el USS Pennsylvania dispararon 900 toneladas de proyectiles sobre la isla. El 1/22 y el 2/22 de Marines desembarcaron a las 09:00 del 22 de febrero, encontrando poca resistencia.

## Consecuencias
Tras 6 días de lucha, el atolón de Eniwetok fue asegurado el 23 de febrero. Los estadounidenses sufrieron 1096 bajas: 262 muertos, 757 heridos y 77 desaparecidos. 16 prisioneros de guerra japoneses y 48 trabajadores coreanos fueron capturados. 2675 japoneses murieron, de una guarnición de 2741 hombres. Tras la batalla, el atolón fue empleado como base militar por la Armada de los Estados Unidos para posteriores operaciones.